# Thamnophis atratus
Espèce
Synonymes
- Eutaenia atrata Kennicott, 1860
- Thamnophis ordinoides hydrophila Fitch, 1936
- Thamnophis elegans aquaticus Fox, 1951

Statut de conservation UICN

 LC  : Préoccupation mineure
Thamnophis atratus, la Couleuvre à jarretière de Santa Cruz, est une espèce de serpents de la famille des Natricidae.

## Répartition
Cette espèce est endémique des États-Unis. Elle se rencontre dans l'ouest de la Californie et dans le sud-ouest de l'Oregon,.

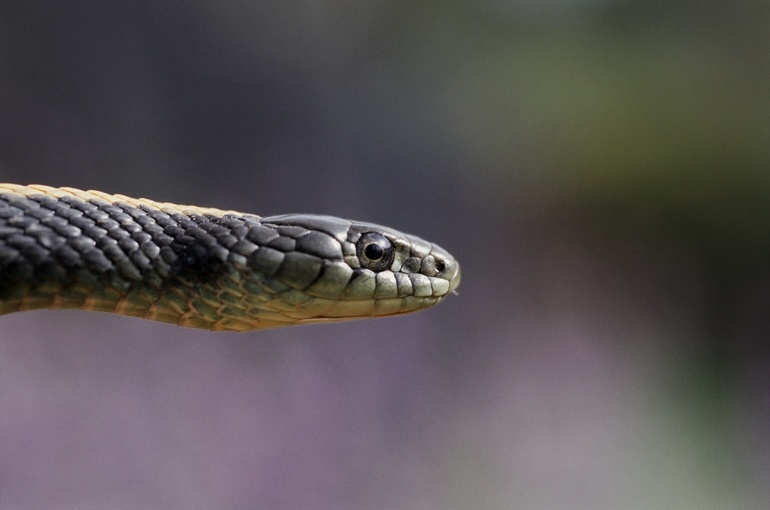

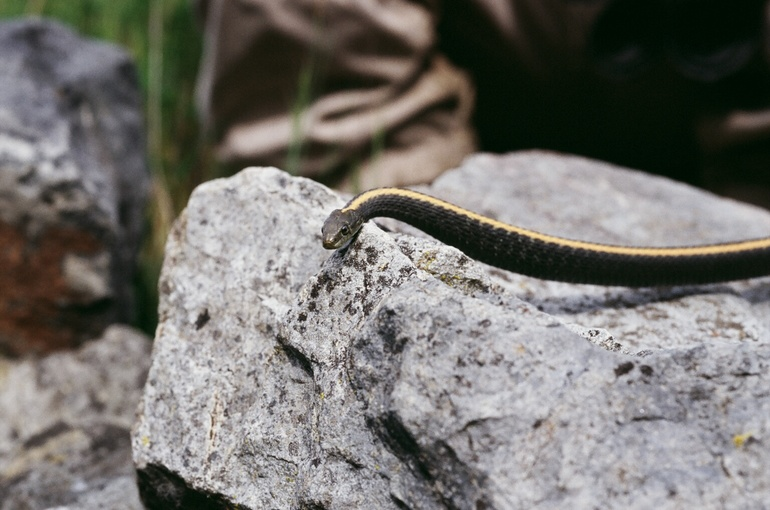

## Habitat
On la trouve souvent dans les prairies et les forêts, près des étangs, marais, ruisseaux et lacs. Lorsqu'elle se sent menacée, elle se réfugie dans l'eau.

## Description
Cette espèce ovovivipare mesure de 46 à 102 cm de longueur. Sa coloration dorsale est très variable. D'un gris pâle avec des rangées de taches sombres sur les côtés, d'un brun foncé avec des limites imprécises, et presque tous les noirs sont les modes de coloration différente. Elle porte souvent une longue bande jaune ou orange sur le dos mais cette bande peut être absente, seulement limitée à la nuque ou presque indistincte. La gorge et le dessous de la couleuvre est de couleur blanchâtre à jaune.
Lorsqu'elle chasse pour se nourrir dans un ruisseau, elle fait aller et venir sa langue au-dessus de l'eau pour imiter un insecte qu'un petit poisson voudra manger, attirant ainsi la proie dans sa gueule.

## Liste des sous-espèces
Selon The Reptile Database (4 septembre 2013) :
- Thamnophis atratus atratus (Kennicott, 1860)
- Thamnophis atratus hydrophilus Fitch, 1936
- Thamnophis atratus zaxanthus Boundy, 1999

## Publications originales
- Boundy, 1999 : Systematics of the garter snake Thamnophis atratus at the southern end of its range. Proceedings of the California Academy of Sciences, sér. 4, vol. 51, no 6, p. 311-336 (texte intégral).
- Fitch, 1936 : Amphibians and reptiles of the Rouge River Basin, Oregon. American Midland Naturalist, vol. 17, p. 634-652
- Kennicott, 1860 in Cooper, 1860 : Report upon the reptiles collected on the survey, Explorations and Surveys for a Railroad from the Mississippi River to the Pacific Ocean. vol. 12, Reptile and Amphibian Sections, book II, Part 3, no 4, Washington, D.C., p. 292-306 (texte intégral).